# Lady Helmsman
Lady Helmsman är en segelbåtstyp, som har ritats av konstruktören Håkan Södergren cirka 1973–1974. Hon såldes i Vaxholm av Helmsman Yachtdesign AB, ett företag i vilket Södergren var delägare. 
Skrov, däck och basinredning byggdes ursprungligen i Vallentuna på Saxarplast. På varvet i Vaxholm färdigställdes ett antal Ladys till segelbart skick.
Seglingsmässigt kan man lyfta fram kursstabilliteten, men i andra avseenden seglar Lady Helmsmanbåtar tämligen moderat. Till det mindre bra hör den stora våta ytan, med djupa skeggar i för och akter. Detta har modifierats beträffande den snabbare Lady GT från 1980-talet, på 
vilken våt yta har minskats och segelarean ökats.
Lady Helmsman betraktas fortfarande som en av de vackraste och linjeskönaste segelbåtarna.[förklaring behövs][källa behövs]